# Hovfröken

Hovdamstecken med Josefinas spegelmonogram under kunglig krona av silver och briljanter, 1844-1876, Livrustkammaren.

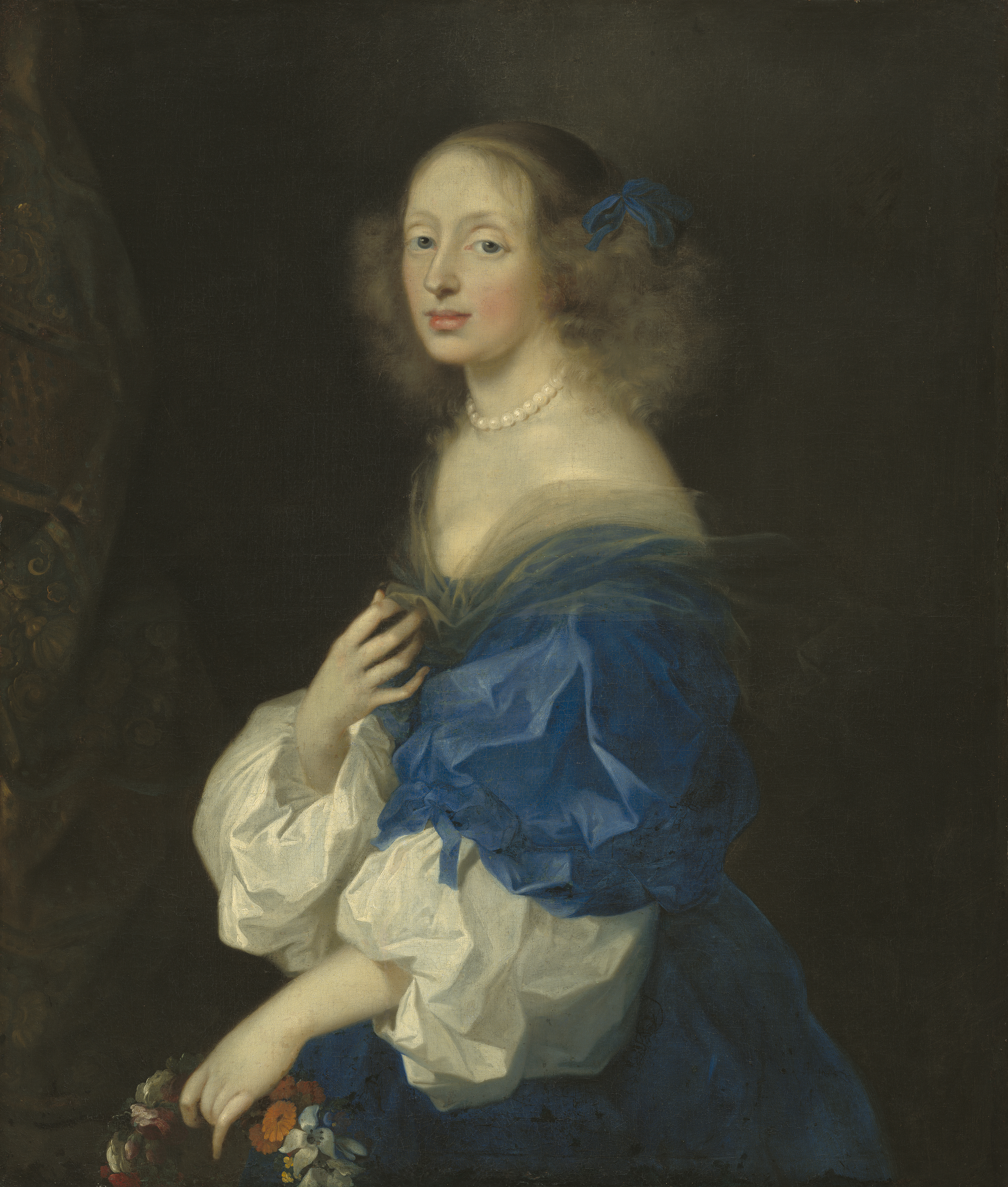
Ebba Sparre

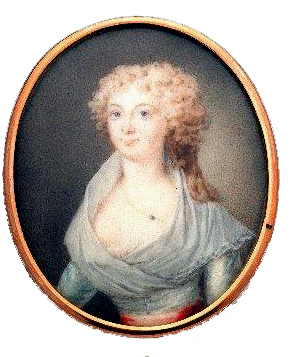
Magdalena Rudenschöld

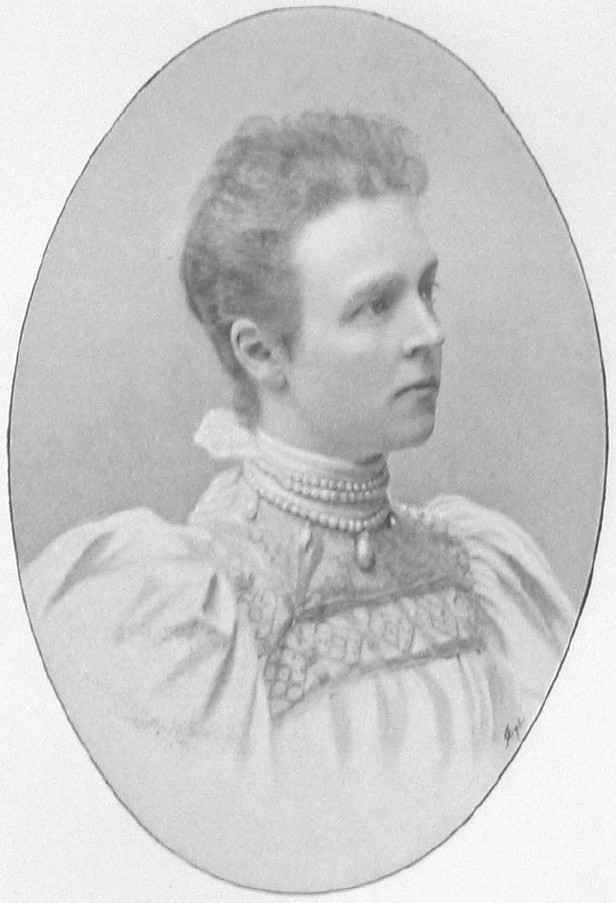
Ebba Bernadotte.

Hovfröken, före 1719 kallad hovjungfru, var förr en yrkesbeteckning för en anställd vid de Kungliga Hovstaterna. En hovfröken var en hovdam hos en kvinnlig medlem av ett furstehus. Hon skulle vara en ogift adlig kvinna. En hovfröken hade formellt överstes rang och skulle också behandlas i enlighet med denna status i offentliga sammanhang. 
En hovfröken stod lägst i rang av hovdamerna i "Hovfruntimret" . Medan de övriga hovdamstjänsterna var få, hade en kunglig kvinna ofta många hovfröknar. Fram till 1719, då den svenska hovstaten reformerades, kallades hovfröknar för hovjungfrur. Deras tjänstuniform var svart hovdräkt och en blå rosett med förgyllt namnchiffer. 

## Anställning
Hovfröken ansågs som en offentlig befattning. Hon blev utnämnd av monarken, och utnämningen offentliggjordes i pressen. När en tjänst blev ledig, rekommenderades en högadlig kandidat som väntades kunna uppföra sig enligt etiketten och vara pålitlig rojalist. Det vanliga var en anhörig till en hovfunktionär. En initierad person, ibland en hovdam, ibland en vän till drottningen, hörde sig då för informellt om personen var intresserad. Det ansågs som en skymf av en kunglig kvinna att få ett nej på förfrågan, och därför fick kandidaten aldrig formellt frågan förrän man informellt redan tagit reda på att svaret skulle bli positivt. Först därefter ställdes frågan formellt av överhovmästarinnan, som kallade till intervju i sin tjänstevåning. Eftersom arbetsuppgiften i princip var att tjänstgöra som sällskap, var personlig sympati viktig. Arbetsgivaren brukade därför ofta avbryta mötet genom att "spontant" besöka sin överhovmästarinna (som drottning Josefina), eller gömma sig bakom en pelare (som drottning Lovisa). Formellt var det kungen som utnämnde hovfröken, men detta var endast formalia och allt avgjordes i praktiken av drottning och överhovmästarinna där utnämningen endast var bekräftelsen.    

## Arbetsvillkor
Hovfrökens arbetsvillkor förhandlades av överhovmästarinnan, som var hennes ombud inför riksmarskalken. En hovfröken hade kontantlön som utbetalades kvartalsvis efter kontrasignering av en cirkulerande lönelista. Ceremoniella gåvor av guld tillkom vid både högtidliga tillfällen och som förmåner och ersättningar vid personliga tjänster och tjänstgörande under resor. Vid jul fick varje hovdam välja ut en gåva från någon av de kungliga hovjuvelerarna, varpå julklappen placerades ut på det officiella julklappsbordet. Denna julklapp fick uppgå till ett bestämt belopp som meddelades i förväg och reglerades utifrån tjänstgöringstid. Under 1860-talet fick en hovfröken en lön på 1.200 rdr och en julklapp på 200-400 rdr. Ett chiffer i guld gavs som tjänstetecken och bars sedan som män vid denna tid bar militära utmärkelser. Om hovfröken avstod från att äta vid den kungliga taffeln fick hon taffelpengar i ersättning. Hon fick också en butelj vin (hovmän fick två) som kunde omsättas i pengar samt, fram till att elbelysning infördes på slotten på 1880-talen, stearinljus som ofta såldes. Hovfröknarna kunde också få klädbidrag, utsyrspeng, när det var nödvändigt. 
I övriga förmåner ingick kost och logi med tjänstebostad i hovfröknarnas våning i slottets sydöstra flygel, vilket var två rum och en pigkammare möblerade med möbler ur Husgerådskammaren. Hon fick tjänsterna från en egen eller delad kammarmamsell och hovfrökenlakej, och tillgång till hovekipage och lakej både privat och i tjänsten. Detta var en mycket ovanlig förmån för en ogift kvinna ur adeln, som normalt sett inte fick vare sig resa omkring ensam i vagn eller ha en egen bostad med privatliv. En hovfröken hade ingen reglerad arbetstid och var formellt sett aldrig lediga. I praktiken var de dock lediga eftersom de tjänstgjorde i par, gjorde upp schemat mellan sig och informellt tilläts vara frånvarande när den kungliga kvinnan någon gång under sommaren själv tog ledigt.

## Arbetsuppgifter
Hovfrökens uppgift var att närvara som sällskap och utgöra följe till den kungliga kvinnan. Hon utförde sysslor som hennes arbetsgivare rangmässigt kunde utföra själv, men inte ville, och mer praktiska ärenden som att agera budbärare. Hon utförde sekreteraruppgifter som att läsa och besvara formella brev, skriva scheman över dagens göromål, göra i ordning den kungliga kvinnan inför dem, påminna om dem och sedan journalföra dem; högläsa ur tidningar och böcker, och delta i den kungliga kvinnans måltider. Hennes representativa uppgifter var att tillsammans med statsfruarna utgöra följe under officiella uppdrag: hon utförde också sådana själv, när hon som representant för den kungliga kvinnan avlade och tog emot visiter i societeten, och gjorde inköp hos för dennas räkning.    
Internt fick de olika beteckningar: Äldsta Fröken var den som funnits längst i tjänst, medan Yngsta Fröken betecknade den som anställts sist. De kallades också till exempel Prinsessans Fröken eller Änkedrottningens Fröken beroende på sin arbetsgivare. Waktfröken betecknade en hovfröken i tjänst och som, till exempel, bar uniform under hovbal och därför inte dansade, medan Waktfria Fröken var ur tjänst och fick göra sådant som att närvara vid hovbaler utan uniform och delta i dansen.        

## Avsked
Traditionellt sett blev en hovfröken placerad i tjänst för att finna en äktenskapspartner vid hovet, och den kungliga kvinnan hade till uppgift att vara behjälplig och därefter hålla hennes bröllop. En hovfröken kunde också befordras till kammarfröken. När en hovfröken gifte sig upphörde automatiskt hennes tjänst. Ett undantag när det gäller civilstånd var Anna Maria Clodt, som behöll sin tjänst som hovfröken även efter sitt giftermål, därefter befordrades till kammarfröken och behöll även denna tjänst som gift. En tidigare hovfröken kunde också inkallas för tillfällig tjänstgöring, och uppfattades som en pålitlig, redan inlärd reserv.  
En hovfröken blev aldrig avskedad. I stället blev en hovfröken som arbetsgivaren inte längre ville behålla förklarad tjänstfri. Orsaken kunde vara svartsjuka, inblandning i politiska intriger, skuldsättning eller, som i följande fall: "fröken Anna Lagerberg har blivit bortkörd, emedan hon tagit sig friheten att säga sin mening".